# Otto Schüler
Otto Schüler (* 28. März 1901 in Ellefeld; † 18. Februar 1974 ebenda) war ein vogtländischer Mundartdichter.

## Leben
Schüler stammte aus Ellefeld und schrieb zahlreiche Gedichte, Erzählungen und Heimatstücke (zum Beispiel Derhamm im Vugtland) in der Mundart seiner Heimat. Einige seiner Werke wurden vom sächsischen Komponisten Hugo Herold vertont und auf Liedpostkarten vom Sachsenverlag, Zweigwerk Plauen nach dem Ende des Zweiten Weltkrieges vertrieben, wodurch sie relativ große Verbreitung fanden. Zu seinen Hauptwerken zählen Vogtlandheimat traut und schön, Wiegnlied, Kließlied und Drehtormlied.
Schüler war frühzeitig gelähmt. Zum 1. Juni 1940 trat er der NSDAP bei.

## Ehrungen
Die Grundschule in Ellefeld und heutige Mittelschule in Falkenstein/Vogtland trägt heute seinen Namen.